# Божидар Чапъров
Божидар Стоянов Чапъров e български археолог и специалист по историческа география. Основната му дейност е свързана с откриване и проучване на тракийско-български археологически обекти от античността в Родопите.

## Биография
Божидар Чапъров е роден в Пловдив на 21 май 1941 г. Средното си образование завършва в V гимназия в Пловдив през 1959 г., след което учи история с профил археология в Софийския университет „Климент Охридски“.
През 1966 г. започва работа в Градски исторически музей – Асеновград, а през 1970 г. се мести в Археологическия музей – Пловдив. Работи като координатор по програма „Родопи“ – град Смолян от 1982 г., а от 1986 г. е координатор по програма „Странджа – Сакара“ за Община Ивайловград. През 1980 г. започва да преподава в Пловдивски университет „Паисий Хилендарски“ по „Проблеми на колектива“, „Реторика“ и „Теория на общуването“.
От 1971 г. е основател и ръководител на археологически кръжок „Борис Дякович“, с чиято помощ е документирал над 1200 скални ниши, около 60 шарапани (изсечени в скалите съоръжения, използвани най-вече за направа на ритуално вино), жертвеници, светилища, надписи, релефи и много селища, крепости, некрополи и други.
Чете доклади и съобщения на конференции в България и чужбина, а проведените ежегодните археологически експедиции са отчетени към БАН.
По-значителните му открития и проучвания, свързани с културата на траките са: светилището с каменния календар и скални некрополи в землището на с. Буково (Пилашево), тракийски гробници в с. Марково, с. Брестовица, с. Бойково, гр. Лъки, с. Горно поле, гр. Маджарово.
Божидар Чапъров става един от основателите на Асоциацията на българските екскурзоводи и археолози „Борис Дякович“ през 2014 г. в Пловдив. Основната мисия на неправителствената организация е свързана със социализиране на археологическите обекти в Тракийски туристически район и превръщането им в обекти за туристически опознавателни маршрути.

## Проекти
През 2014 година реализира проект „От тук започва Пловдив“ – интерактивната туристическа карта на праисторическите селища в Пловдив. Целта на проекта е уточняване местоположението и значението на първите човешки поселения в региона, прокарване пътища за екологична защита и социална адаптация на най-древните паметници на цивилизацията тук, като с това да се съдейства за опазването, популяризирането и защитата на културното наследство на града. Проектът е финансиран от фондация „Пловдив – 2019“ и е в подкрепа на кандидатурата на Пловдив за Европейска столица на културата.
През 2015 г. заедно с Валентина Чапърова издават книгата „Предисторически Пловдив – опит за историко-историографско изследване“, която е подкрепена по Програмата на Община Пловдив за финансиране на книги на пловдивски автори и важни за Пловдив издания. Изданието събира документални проучвания за праисторическата топография на Пловдив, започнали още през 1868 г. и продължили с прекъсвания до края на 20 век.

## Избрани публикации
- Бронзови дръжки на хидрия от село Момино, Пловдивско. Сп. Музеи и паметници на културата, 1971
- Християнски монограм от Асенова крепост, сп. Музеи и паметници на културата, 1972, кн. 3
- Долината на Чая през желязната епоха, сп. Родопи, 1974, бр. 7
- Бесите по поречието на река Чая, алманах Тракия, 1976, кн. З
- Тракийската крепост Момино кале до село Скобелево, сп. Векове, 1976, кн. 2, с Ив. Панайотов
- Материали за археологическата карта на Родопите „Бесика-73“, Родопски сборник, т. IV, С, 1976, с колектив
- Крепости в Родопите, сб. Мегалитите в Тракия, С, 1977, с колектив
- Археологически проучвания в землищата на селата Розово, Фотеново и Селча, бюлетин Родопика, 1976, бр. 1
- Методическо ръководство в помощ на ръководителите на експедиционни отряди, Окръжен пионерски дом Пловдив, 1979
- Вино по тракийски, сп. Космос, 1980, кн. 10
- Старите Родопски крепости и тяхната сегашна съдба, сп. Родопи, 1981, кн. 1
- Antike Fundstätten entlang den ufern der flüsse watscha und Parwenetzka in Rhodopigebirge, Pulpudeva, t. III, 1978
- Мегалитни паметници в Тракия, 1980
- Каменните винарни на траките, сп. Лозарство, 1981
- Маджаровската гробница, сп. Музей и паметници на културата, С, 1983, стр 24 – 28
- Пътят Кабиле – Ускудама през първото хилядолетие преди новата ера, Странджанско Сакарски сборник, том 2, книга втора, Малко Търново, 1984